# Gotthardreuss
Die Gotthardreuss ist ein 9,1 Kilometer langer Gebirgsbach in den Schweizer Kantonen Tessin und Uri, welcher von rechts mit der Furkareuss zusammenfliesst und dann mit jener zusammen die namentliche Reuss bildet. Die Gotthardreuss ist sehr fischreich.

## Geographie

### Verlauf
Die Gotthardreuss entspringt auf einer Höhe von 2370 m ü. M. am nördlichen Fusse des Lucendropasses im Kanton Tessin. 
Nach ein paar Kilometern quert sie die Grenze zum Kanton Uri und wird ab dort bis zu ihrer Mündung von der alten Gotthardstrasse begleitet.
Die Gotthardreuss fließt schliesslich bei Hospental auf einer Höhe von 1446 m ü. M. von rechts und Süden mit der aus dem Südwesten kommenden  Furkareuss zusammen. Ab dort wird der Fluss dann als Reuss bezeichnet.
Der etwa 9,1 km lange Lauf der Gotthardreuss endet ungefähr 924 Höhenmeter unterhalb ihrer Quelle, sie hat somit ein mittleres Sohlgefälle von etwa 10 %.

### Einzugsgebiet
Das 32,62 km² grosse Einzugsgebiet der Gotthardreuss liegt in  der Gotthard-Gruppe und wird durch sie über die Reuss, die Aare und den Rhein zur Nordsee entwässert.
Es grenzt
- im Nordosten an das Einzugsgebiet des St. Annabachs, der in die Reuss mündet;
- im Osten an das der Unteralpreuss, die ebenfalls in die Reuss mündet;
- im Südosten an das der Sella, die über die Foss und den Tessin (Ticino) in den Po entwässert;
- im Süden an das der Foss direkt;
- im Südwesten an das des Witwenwassers, das in die Furkareuss mündet und
- im Nordwesten an das der Furkareuss direkt.

Flächenverteilung
Das Einzugsgebiet besteht aus
- 04,7 % Bestockten Flächen

- 27,0 % Landwirtschaftsflächen

- 01,2 % Siedlungsflächen

- 67,1 % Unproduktiven Flächen

Die mittlere Höhe des Einzugsgebietes beträgt 2291,9 m ü. M., die minimale Höhe liegt bei 1455 m ü. M. und die maximale Höhe bei 2919 m ü. M.

### Zuflüsse
Der bedeutendste Zufluss ist mit einer Länge von 4,3 km und einem Einzugsgebiet von 7,19 km² sowie einem mittleren Abfluss (MQ) von 370 l/s der von rechts und aus dem Südosten kommende Guspisbach. Wichtigster linker Zufluss ist die 2,7 km lange Riale d'Orsirora.  
| Name                    | GKZ       | Lage   | Länge in km | EZG in km² | MQ in m³/s | Mündung Koordinaten              | Mündungshöhe in m | Bemerkungen                                                                                                   |
| ----------------------- | --------- | ------ | ----------- | ---------- | ---------- | -------------------------------- | ----------------- | --- |
| Riale del Sasso di Meda | CH004443  | links0 | 001,8000    | 0000,710   |            | nordwestlich des Gotthardpasses  | 2131,300000       | Mündet in den Stausee Lago di Lucendro Alternativname: Riale del Sasso della Meda                             |
| Riale di Gottardo       | CH004442  | rechts | 002,0000    |            |            | nach Ponte di Lucendro, Airolo   | 1985,700000       | |
| Riale di Fortünéi       | CH004441  | rechts | 002,4000    | 0002,310   |            | bei Cascina di Rodont, Airolo    | 1966,100000       | |
| Riale d'Orsirora        | CH004439  | links0 | 002,7000    | 0003,050   |            | bei Cascina di Rodont, Airolo    | 1956,700000       | Mündet in den Lago di Rodont, sein Abfluss geht in die Gotthardreuss über Alternativname: Riale della Passera |
| Orsinobach              | CH004440  | links0 | 001,5000    |            |            | bei Cascina di Rodont, Airolo    | 1956,700000       | Mündet in den Lago di Rodont, sein Abfluss geht in die Gotthardreuss über Alternativname: Riale di Giacobi    |
| Guspisbach              | CH004429  | rechts | 004,3000    | 0007,190   | 0000,370   | unterhalb Sulz, Hospental        | 1654,200000       | Eine der Lüftungszentralen des Gotthard Strassentunnels befindet sich oberhalb der Mündung                    |
| Anschlagbach            | UR210744  | links0 | 000,8000    |            |            | unterhalb Rot Egg, Hospental     | 1648,900000       | |
| Isenmannstal            | UR7160015 | links0 | 000,5000    |            |            | bei Blumenhüttenboden, Hospental | 1633,800000       | |
| Gotthardreuss           |           |        | 009,3000    | 0032,620   | 0001,620   | bei Hospental                    | 1446,300000       | Zusammenfluss mit der Furkareuss zur Reuss                                                                    |

Anmerkungen zur Tabelle
1. ↑  Von der Quelle zur Mündung. Daten von Swisstopo (map.geo.admin.ch) und Geoportal Kanton Uri (geo.ur.ch)
2. ↑  Die Daten der Gotthardreuss zum Vergleich

## Hydrologie
Beim Zusammenfluss mit der Furkareuss beträgt die modellierte mittlere Abflussmenge (MQ) der Gotthardreuss  1,62 m³/s. Ihr Abflussregimetyp ist nivo glaciaire und ihre Abflussvariabilität beträgt 17.

## Brücken

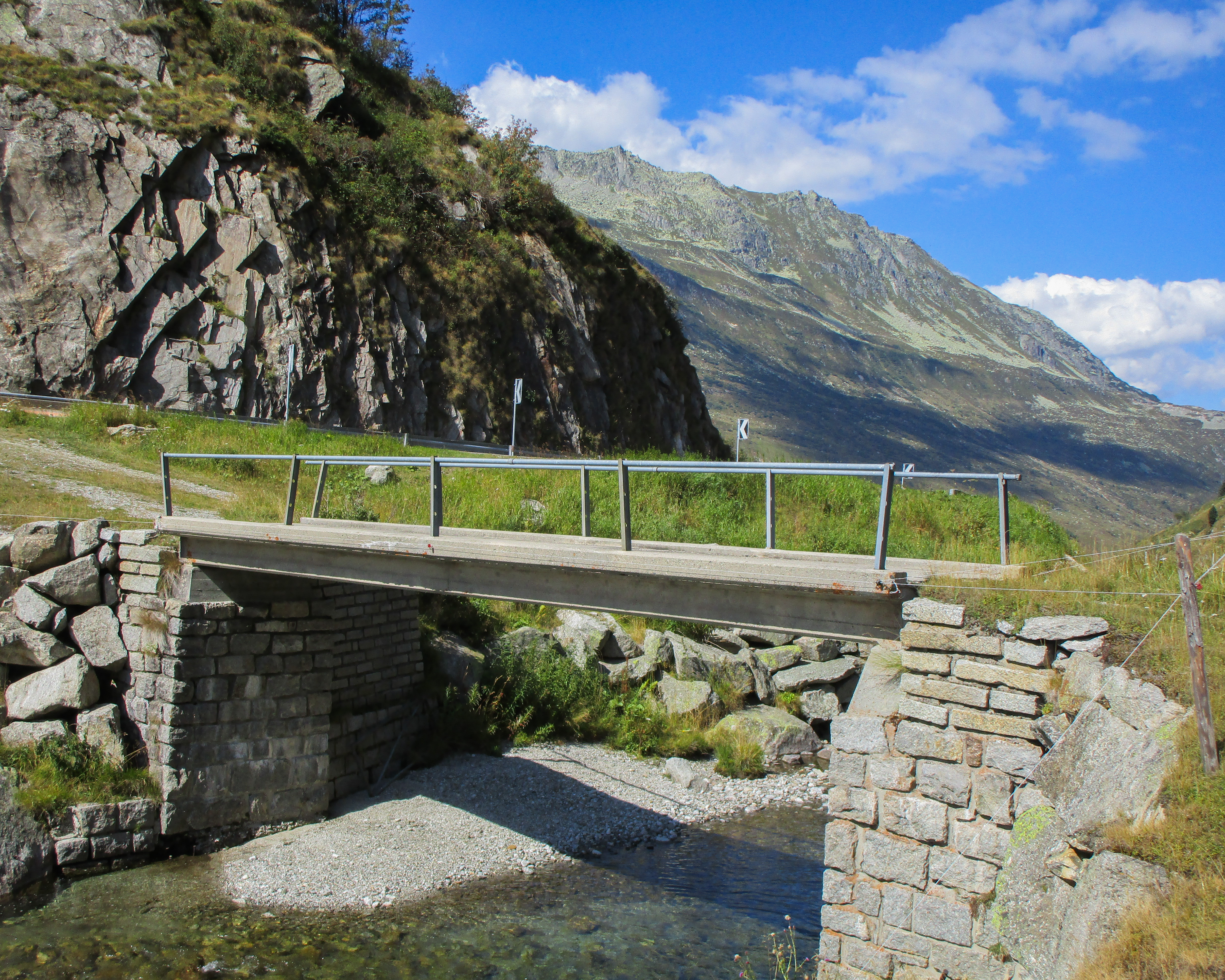
Gamsegg Alpsteg Gotthardreuss Hospental UR

Auf ihrem Weg wird die Gotthardreuss von 13 Übergängen überspannt: Zehn Strassenbrücken, einer Eisenbahnbrücke der Matterhorn-Gotthard-Bahn, einer Fussgängerbrücke und dem Staumauer Lucendro-Werksteg. 
Drei historische Steinbogenbrücken überqueren den Fluss: Ponte di Lucendro (gebaut 1883) an der alten Gotthard-Passstrasse in Airolo sowie die Dorfbrücke (gebaut 1681) und die Kunststrassenbrücke (gebaut 1829) in Hospental.